# Liste von Schiffen mit dem Namen Blücher
Blücher ist ein mehrfach verwendeter Name für Schiffe. Namensgeber war in der Regel der preußische Generalfeldmarschall Gebhard Leberecht von Blücher (1742–1819). Bekannt wurde dieser durch seine Rolle in den Befreiungskriegen und besonders in der Schlacht bei Waterloo.

## Schiffsliste
| Bezeichnung | Schiffsart                  | Klasse / Typ          | Baujahr | Bauwerft                        | Eigner             | Dienstzeit | Verbleib                            | Bild |
| ----------- | --------------------------- | --------------------- | ------- | ------------------------------- | ------------------ | ---------- | ----------------------------------- | ---- |
| Blücher     | Schulschiff                 | Bismarck-Klasse       | 1877    | Norddeutsche Schiffbau AG, Kiel | Kaiserliche Marine | 1878–1908  | Als Hulk aufgebraucht               |      |
| Blücher     | Passagier- und Frachtschiff | Barbarossa-Klasse     | 1902    | Blohm & Voss, Hamburg           | HAPAG              | 1902–1914  | 1917 beschlagnahmt, 1929 abgewrackt |      |
| Blücher     | Großer Kreuzer              | Einzelschiff          | 1908    | Kaiserliche Werft, Kiel         | Kaiserliche Marine | 1909–1915  | Am 24. Januar 1915 versenkt         |      |
| Blücher     | Schwerer Kreuzer            | Admiral-Hipper-Klasse | 1937    | Deutsche Werke, Kiel            | Kriegsmarine       | 1939–1940  | Am 9. April 1940 versenkt           |      |